# Véredényképzés
A véredényképzés vagy véredényképződés (angiogenezis) új erek létrejötte meglevő véredényekből, ami egy fiziológiai folyamat. Nevezéktanilag még vita tárgya, mert a spontán (vagyis magától kiinduló)  véredényképződést vaszkulogenezisnek is hívják, új véredények meglevőkből való leágazását pedig intuszszuszcepciónak is nevezzük.
A véredényképzés életfontosságú a test növekedésében és fejlődésében is, valamint sebek gyógyulási  folyamatában is, de különös jelentősége van egy daganat elrákosodásában, vagyis a daganat azon képességében, hogy a test egyéb részeire is kiterjedjen, valamint a rákos daganatok úgynevezett metasztázisában, másodlagos daganatok kifejlődésében.
Egy daganatokból deriválható ú.n. angiogenikus diffundálható faktort eredetileg Greenblatt és Shubik mutatott ki 1968-ban.

## Folyamata
A véredényképzés folyamatának két fő formája van: a csírázó véredényképzés és az intuszszusceptív véredényképzés. Mindkét folyamatnak több fázisa van.

### Csirázó véredényképzés
A véredényképzést eredetileg annak csirázó formájában figyelték meg. Kifejlődési fázisai:
- Első lépésként egy angiogenetikus növekedési faktor néven ismert biológiai jelző aktiválja a már meglevő véredények endotél sejtjei biológiai receptorait.
- A következő lépésben az aktivált endotélsejtek olyan speciális, proteázt termelnek, amely a membrán alap meggyengítésével lehetővé teszi, hogy az endotélsejtek a membránon áthatolhassanak. Az áthatolt endotélsejtek új elhelyezésükön azonnal szaporodásba kezdenek és benőnek a környezeti mátrixba (sejtközi állományba) ahol a környezeti sejtektől élesen megkülönböztethető csira sejtcsoportokat alkotnak, és az ott levő sejtekkel összeköttetést létesítve beépülnek a környezeti szövetbe.
- A következő lépésként a csiráknak az angiogenetikus gerjesztési folyamat forrásával való kapcsolata útján  integrinek, horog alakú kapaszkodó, illetve ragadó molekulacsoportok segítségével angiogenetikus sejtcsoport-vándorlás kezdődik a csirák felé. A csirák kapcsolatot létesítenek egymással a lumenen, vagyis a belső terükön keresztül és egységes szervet hoznak létre. Az így újonnan létrejött testecskék képesek áthatolni a vaszkulatúra, vagyis véredényrendszer hézagjain. Ezúton a csirázás napi több milliméteres sebességet is elérhet. A  folyamat mechanizmusa lényegesen különbözik a lehasadó angiogenezis mechanizmusától, ahol új testecskék nem létesülnek.[3]

### Intuszszuszceptív véredényképzés
A lehasadó véredényképzésként is ismert Intuszszuszcepciót, (ritkábban intuszszuszceptiót) (értelmileg: Intusz-szuszcepciót) (Megjegyzés: az angol irodalom számos hibás írásforma használatát is jelenti) eredetileg újszülött patkányokon figyelték meg. Ez főleg az  érképződésre jellegzetes, amikor az ér egy része behatol az azt követő érszakaszba a lumenbe. A folyamat fázisai: 
- A lumenfal és a behatoló érfal egymással kontaktusba lép,
- Az endotélsejtek közötti kapcsolat átrendeződik és a kontaktus kettős réteget hoz létre. A kettős réteg perforálódik (kilyukad) és a lyuk  növekedési faktort és növekedési sejteket ereszt a lumenbe,
- A csatlakozott érfalak között egy aktivitási központ képződik, ami pericita- és mikroblasztsejtekkel telik meg.
- A mikroblasztsejtek kollagénszálakból álló extracelluláris (sejten-kívüli) rácsrendszert, mátrixot képeznek
- A csutka megerősödik és stabilizálódik.

Az intuszszuszcepció azért fontos, mert ez lehetővé teszi az érszálak számának növekedését az endotélsejtek párhuzamos szaporodása nélkül, mivel az intuszszuszcepció csupán meglevő sejtek átrendeződéséből áll. Ennek az embrió fejlődésében van különös jelentősége, ahol nincs elég tápanyag, hogy új szervek kiépülése folyamán minden új sejt azonnal bekapcsolódhasson az egész érrendszerbe.

## Modern nevezéktan
A véredényképzés fent leírt két típusán kívül ma a következő további megkülönböztetés is ismeretes:
Vaszkulogenezis Ez az embrió növekedésére jellegzetes típus annak vérrendszerképződési folyamata a keringésben, vagy a szövetben jelenlevő endotéliális őssejtekből (angioblaszt).
Angiogenezis szorosabb értelemben: keskeny falú, endotéliummal bélelt szövetképződés, ami például izomfejlődésre jellemző
Arteriogenezis közepes nagyságú érképződés

## A véredényképzés használata betegkezelésben
A véredényképzés folyamatának szabályozása gyógymódként is használható olyan  esetekben amikor az érrendszer abnormalitása vagy fejletlensége betegséget okoz. Egyes kémiai vegyületek elősegíthetik, mások lassíthatják a véredényképzés folyamatát: érrendszerhiány a test olyan részén, ahol a véredények a testrész gyógyítására szolgálhatnának a gyógyulási folyamat lassulásához vezet; érrendszer jelenléte a test olyan részén, ahol arra nincs szükség a szövet mechanikai tulajdonságait előny nélkül rontja. A Krónikus iszkémiás sebek olyan betegségcsoportba tartoznak, amelyek esetében az erek lassan vagy egyáltalán nem fejlődnek ki; ilyenkor a véredényképzés gyógyszeres stimulációja a megoldás. A makuláris degeneráció, ami egy öregedéssel kapcsolatos szembetegség, lényegében érfejlődés a szem olyan részén, ahol az a látást gátolja és annak romlásához és megvakuláshoz is vezethet.
Az anti-angiogenetikus terápiát azonban leggyakrabban rosszindulatú daganatok leküzdésére használják, hogy ezzel megvonhassák a rákos daganat fejlődéséhez szükséges tápanyagokat és oxigént, pro-angiogenetikus terápiát pedig szívbetegség és annak egyik okozója, az érelmeszesedés leküzdésére. Az utóbbi alkalmazási területen az elsők között  volt  az a  német teszt, amely folyamán a koszorúér megbetegedésének kezelésére 1-es számú fibroblaszt növekedési faktor (FGF-1) alkalmazásával kísérleteztek. Az ateroszklerózis számos területén folyik az angiogenetikus folyamat manipulációjával járó klinikai kísérleti munka.
Az angiogenetikus folyamat befolyásolására szolgáló módszerek három fő mechanizmus alapján hatnak: génterápia az angiogenezis elősegítését, vagy gátlását kiválasztott sejtek módosításával végzi, proteinterápia a növekedési faktorok hatásának módosítását használja, sejtterápia vagy sejteken alapuló  terápia bizonyos kiválasztott sejttípus beültetését használja folyamatmódosító eszközként. Jelenleg még egyik módszer se tökéletes, de talán a proteinterápia van a leg-előrehaladottabb stádiumban.

## Külső hivatkozás
- http://idegenszovet.blogspot.com/2009/10/daganatos-erujdonkepzodes-lehetosegei.html